# Faidiva di Tolosa
Faidiva di Tolosa (1133 circa – 1154) fu la prima delle quattro mogli del conte Umberto III di Savoia e, come tale, contessa consorte di Savoia, dal 1151 alla sua morte.

## Origine
Gli ascendenti di Faidiva non sono certi, ma sia gli storici francesi, Victor Flour de Saint-Genis e Samuel Guichenon, che lo storico inglese Charles Previté-Orton, asseriscono che fu Faidiva di Tolosa, figlia del Conte di Tolosa, Alfonso Giordano, e della moglie, la figlia di Raimondo Decano II, signore d'Uzès e Posquiêres, Faydide o Faydive, che viene citata nella Histoire de Montpellier, come madre del conte Raimondo V. Inoltre nella Histoire Générale de Languedoc, Notes, Tome IV, viene citata una lettera del fratello di Faydive, che si definisce zio materno del conte Raimondo V; Samuel Guichenon sostiene che la madre di Faidiva fosse figlia di Gilberto di Gévaudan.
Alfonso Giordano di Tolosa era il figlio ultimogenito del conte di Saint-Gilles, marchese di Gotia, Conte di Tolosa, marchese di Provenza e conte di Tripoli, che fu anche uno dei baroni della Prima Crociata (Crociata dei baroni), Raimondo di Saint Gilles (come risulta dal De Liberatione Civitatum Orientis degli Annali Genovesi di Caffaro e de´ suoi continuatori, Vol. 1) e della sua terza moglie Elvira di Castiglia (?-1155), che, secondo il Chronicon regum Legionensium era figlia illegittima del re di León, re di Castiglia e re di Galizia, Alfonso VI di Castiglia e della sua concubina, Jimena Muñoz(?-1128), figlia di Munio Muñoz (? - dopo il 1186) e della moglie, Velasquita Muñoz (? - dopo il 1185).

## Biografia
Faidiva, nel 1151, secondo Victor Flour de Saint-Genis, fu data in moglie al Conte di Savoia e Conte d'Aosta e Moriana, Umberto III, che, secondo Samuel Guichenon, era il figlio maschio primogenito del settimo Conte di Savoia e Conte d'Aosta e Moriana, che era stato il primo ad assumere il titolo di Conte di Savoia, Amedeo III, e di Matilde di Albon, figlia del Conte d'Albon Ghigo III, e  e della moglie Regina detta Matilde (Regina nominate Maheldis), di ascendenze inglesi (Dominus Vuigo comes et uxor eius Regina quæ fuit de Anglia), come viene descritta dal documento n° 17 del Cartulare monasterii beatorum Petri et Pauli de Domina, forse figlia illegittima di Edgardo Atheling, ultimo discendente del Casato del Wessex, oppure di Eremburga di Mortain e del primo Conte di Sicilia, Ruggero I di Sicilia; il matrimonio viene confermato sia da Samuel Guichenon, che da Charles Previté-Orton, il quale sposta l'anno del matrimonio al 1152.
Il matrimonio viene confermato dal documento n° 26 del Peter der Zweite, Graf von Savoyen, Markgraf in Italien, del 3 gennaio 1151, inerente ad una donazione di Umberto e la moglie,Faidiva (Umbertus comes, Amedei comitis filius……cum uxore sua nomine Faidiva).
Faidiva contessa consorte di Savoia lo fu per circa tre anni; non si conosce la data esatta della sua morte; mori presumibilmente nel 1154, in quanto il suo vedovo, nel 1155, risultava sposato con Gertrude delle Fiandre.

## Figli
Faidiva a Umberto non diede figli.

### Fonti primarie
- (LA)  Annali Genovesi di Caffaro e de´ suoi continuatori, Vol. 1.
- (LA)  Peter der Zweite, Graf von Savoyen, Markgraf in Italien
- (LA)  Cartulare monasterii beatorum Petri et Pauli de Domina.
- (LA, FR)  Regeste dauphinois, ou Répertoire chronologique et analytique des documents, tome I, fascicolo II.

### Letteratura storiografica
- (FR)  Histoire de Savoie, d'après les documents originaux,... par Victor ... Flour de Saint-Genis. Tome 1
- (FR)  Histoire généalogique de la royale maison de Savoie, justifiée par titres, ..par Guichenon, Samuel
- (EN)  The early history of the house of Savoy (1000-1233)
- (FR)  Histoire Générale de Languedoc, Notes, Tome IV.
- (FR)  Histoire de Montpellier.
- (EN)  The World of El Cid: Chronicles of the Spanish Reconquest.